# Aphroditopolis
Aphroditopolis (łac. Dioecesis Aphroditopoitanus) – stolica historycznej diecezji w Cesarstwie Rzymskim (prowincja Arkadia), współcześnie w Egipcie. Od początku XX wieku katolickie biskupstwo tytularne.